# Вали Ејкерс (Калифорнија)
Вали Ејкерс (енгл. Valley Acres) насељено је место без административног статуса у америчкој савезној држави Калифорнија.

## Демографија
По попису из 2010. године број становника је 527, што је 15 (2,9%) становника више него 2000. године.
| Група             | 2000.       | 2010.       |
| Белци             | 450 (87,9%) | 379 (71,9%) |
| Афроамериканци    | 3 (0,6%)    | 1 (0,2%)    |
| Азијати           | 1 (0,2%)    | 1 (0,2%)    |
| Хиспаноамериканци | 38 (7,4%)   | 121 (23,0%) |
| Укупно            | 512         | 527         |